# Olivier Boumal
Olivier Junior Boumal (Douala, Camerún, 25 de julio de 1988), conocido como Olivier Boumal, es un futbolista camerunés que juega como centrocampista. Actualmente se encuentra sin equipo desde 2023.

## Trayectoria
Boumal comenzó su carrera en el George Fominyen FC antes de partir a Europa el año 2005 donde ficharìa por el Centre de Formation de Football de París. Luego de un año de entrenamiento en el equipo parisino, se unió al equipo juvenil y al equipo reserva del AS Saint-Étienne.
En enero de 2010 firmó un contrato de a 2 años y medio contrato con el club de la superliga griega Panetolikos F. C., después de haber realizado pruebas en dicho club. También jugó por el Levadiakos y el Iraklis Psachna.
En el verano de 2014 firmó un contrato de dos años con el Panionios por una cifra desconocida. Al final de la temporada 2014-15, surgieron rumores de su partida al club turco Mersin İdmanyurdu.
El 23 de diciembre de 2015 se unió al Panathinaikos por en un contrato 400 000 € y válido por dos años y medio. El 11 de enero de 2016 debuta con un gol en la victoria 2–0 sobre el Kalloni. El día 31 de enero de 2016, en la victoria 3–2 de visita contra el Platanias, Boumal se quiebra la clavícula por lo que debe ser operado. El mediocampista, de entonces 26 años no vería acción durante las próximas 4 a 6 semanas.
En julio de 2017 comenzó su aventura en Asia, firmando un contrato por año y medio con el club de la Superliga China, Liaoning Whowin, por un valor de 2,2 millones de euros.
El 4 de marzo de 2018 se unió a su segundo club asiático, el Yokohama F. Marinos de la J1 League de Japón.

## Clubes
| Club                        | País      | Año       |
| --------------------------- | --------- | --------- |
| Panetolikos                 | Grecia    | 2010-2012 |
| Astra Giurgiu               | Rumania   | 2012-2013 |
| Levadiakos                  | Grecia    | 2013      |
| Iraklis Psachna             | Grecia    | 2013-2014 |
| Panionios                   | Grecia    | 2014-2016 |
| Panathinaikos               | Grecia    | 2016-2017 |
| Liaoning Whowin             | China     | 2017      |
| Yokohama F. Marinos         | Japón     | 2018      |
| Panionios                   | Grecia    | 2019      |
| FC Saburtalo Tbilisi        | Georgia   | 2020      |
| Newcastle United Jets F. C. | Australia | 2021-     |

## Palmarés

### Campeonatos nacionales
| Título                    | Club        | País   | Año     |
| ------------------------- | ----------- | ------ | ------- |
| Football League de Grecia | Panetolikos | Grecia | 2010-11 |